# أنشوفة حاملة الخيوط
أنشوفة حاملة الخيوط (الاسم العلمي: Anchoa filifera) (بالإنجليزية: Longfinger anchovy)‏ هي نوع من الأسماك تتبع جنس الأنشوفة من الفصيلة البلمية.